# 包克辛
包克辛（1952年6月—2019年8月10日），男，汉族，浙江温州人，生于杭州，中华人民共和国政治人物、全国人民代表大会贵州地区代表。

## 生平
毕业于北京经济学院贸易经济专业。1985年9月至1993年3月国家计划委员会经贸局外汇处副处长、对外经济贸易司外汇处处长。1993年3月至1998年6月，任国家计划委员会对外经济贸易司副司长、司长。1998年6月至2001年7月，任国家发展计划委员会经贸流通司司长。2001年7月至2002年8月，任国家发展计划委员会投资司司长。2002年8月，任贵州省人民政府副省长。2008年，担任全国人大农业与农村委员会委员，中国储备粮管理总公司总经理、党组书记。